# エーメン (ゴスペル曲)
「エーメン」(Amen) は、1948年に最初に録音され、1964年に発表されたインプレッションズのバージョンで広く知られるようになった伝統的なゴスペルの楽曲。
元々は、B・H・ホーガン (B.H. Hogan) とローラ・B・デイヴィス (Laura B. Davis) が書いた楽曲とされる。

## ウィングス・オーヴァー・ジョーダン・クワイアのバージョン
この曲を最初期に録音した音楽グループのひとつは、1948年6月にこれを録音したウィングス・オーヴァー・ジョーダン・クワイアであった。
ウィングス・オーヴァー・ジョーダンは、1937年に結成され、1940年代にかけて高い人気のあったゴスペルのクワイアであった。

## インプレッションズのバージョン
この曲は、シドニー・ポワチエ主演の1963年の映画『野のユリ (Lilies of the Field)』のためにジェスター・ヘアーストンが編曲して、この映画によって広く知られるようになった。カーティス・メイフィールドは、「『野のユリ』を見に行って、この歌「エーメン」があり、私はとても突き動かされた、映画にもだったけど...もちろん、自分でこの曲をやってみることにした。スタジオでは、まずミュージカル曲の「スウィング・ロー、スウィート・チャリオット」から始めて、それから、ちょっと行進曲風のリズムで、この特定の曲に取り掛かった。(I'd gone to see 'Lilies of the Field,' and the song in it, 'Amen', was very inspiring for me as was the movie . . . Of course, I'd decided to do a version of it. We put it together in the studio starting off with a musical 'swing low sweet chariot', and then we fell into that particular song with somewhat of a marching rhythm.)」と述べている。この曲は、メイフィールドのバンドにとって、メイフィールド自身が書いていない曲としては最初のヒットとなった。メイフィールドはインプレッションズで録音していた楽曲名「キープ・オン・プッシング (Keep on Pushing)」を、歌詞の間に挿入した。
この曲は1964年に、『キャッシュボックス』誌の R&B チャートで3週間にわたり首位に立ち、『ビルボード』誌のシングル・チャートである Hot 100 でも最高7位まで上昇した。B面曲だった「ロング、ロング・ウィンター (Long, Long Winter)」も、『キャッシュボックス』誌の R&B チャートで最高35位となった。インプレッションズは、1969年に『エーメン (1970) (Amen (1970))』というタイトルで、この曲の新しいバージョンをリリースし、このバージョンは『ビルボード』誌の Best Selling Soul Singles で1970年1月に、最高44位まで上昇した。

## その他のカバー・バージョン
- 1968年、オーティス・レディングの死後に、彼が歌ったこの曲のバージョンがヒットとなり、R&B チャートで最高15位となった[6]。
- エルヴィス・プレスリーは、1972年から1977年にかけて、この曲をしばしば「アイ・ガット・ア・ウーマン (I Got A Woman)」と繋げたメドレーにして、ライブで披露していた。